# Märkisch Luch
Märkisch Luch es un municipio situado en el distrito de Havelland, en el estado federado de Brandeburgo, Alemania. Su población, a finales de 2019, era de 1.265 habitantes.